# Идальго, Антонио
Антонио Идальго Морилья (исп. Antonio Hidalgo Morilla; род. 6 февраля[уточнить] 1979, Гранольерс) — испанский футболист, завершивший игровую карьеру, выступал на позиции полузащитника; тренер.

## Клубная карьера
Идальго — воспитанник футбольной академии клуба «Барселона». Он долго выступал за резервные и молодёжные команды «Барселона C» и «Барселона Б», но в основной так и не получил своего шанса. В 2000 году он покинул столицу Каталонии и перешёл в «Тенерифе». На Канарских островах Антонио провёл 5 сезонов, став одним из лидеров клуба.
В 2005 году Идальго подписал контракт с «Малагой». 18 сентября в матче против «Атлетика» из Бильбао он дебютировал за новый клуб. В этом же поединке Атонио забил свой первый гол за «анчоусов». Он отыграл сезон в Ла Лиге, после чего вместе с клубом отправился в Сегунду. 15 июня 2008 года в матче против своего бывшего клуба «Тенерифе» Идальго сделал «дубль», который помог его команде обогнать «Реал Сосьедад» и вернуться в элиту. Он также стал лучшим бомбардиром команды, забив 14 мячей. За три сезона в «Малаге» Антонио провёл более ста матчей за клуб.
Несмотря на это достижение, Идальго остался в Сегунде, подписав соглашение с «Сарагосой». 30 августа в матче против «Леванте» он дебютировал за новый клуб. В начале 2009 года Антонио на правах аренды перешёл в «Осасуну». 1 февраля в матче поединке против «Мальорки» он дебютировал за новую команду. Сезон 2009/10 Идальго выступал за «Альбасете», после чего вернулся в «Тенерифе». В 2012 году Антонио перешёл в «Сабадель». 15 января 2012 года в матче против «Нумансии» он дебютировал за новую команду. 24 марта в поединке против «Гвадалахары» Антонио забил свой первый гол за «Сабадель».